# EDumbe
eDumbe – gmina w Republice Południowej Afryki, w prowincji KwaZulu-Natal, w dystrykcie Zululand. Siedzibą administracyjną gminy jest Paulpietersburg.